# طيران
الطيران، هو أحد أساليب النقل الحديثة. ولكن مصطلح الطيران لا يدل فقط على السفر بل يشمل بذلك الصناعات الجوية، الطائرات وأنواعها، العسكرية منها والمدنية، شركات النقل الجوي من خطوط طيران وشركات ترفيه، المطارات والعلوم المختصة في الطيران. كما أن هناك أنشطة أخرى مثل القفز بالمظلة لا تستعمل فيه آلات معقدة ولكنه يدخل ضمن النشاط في الأجواء.

## أنشطة رياضية وترفيهية

### الطيران الشراعي

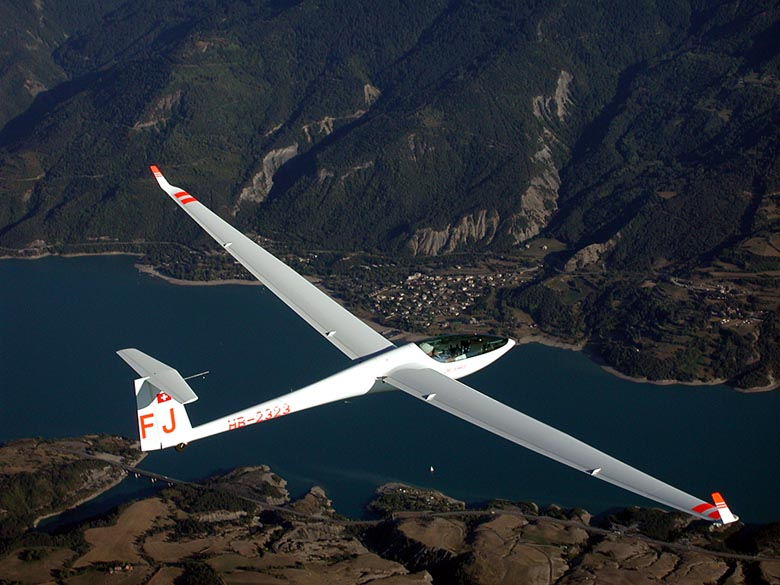
طائرة شراعية

الطيران الشراعي هو نشاط رياضي أو ترفيهي يستعمل طائرة شراعية، بدون محرك. الطائرة شراعية تُحمَل من قبل طائرة أخرى أو يجري سحبها من قبل سيارة أو ونش إلى علو معين ثم تُلقى في الجو. هدف الطيار هو البقاء في الجو أطول مدة ممكنة باستعمال التيارات الصاعدة للجو (الهواء الساخن). فنتحدث بذلك عن الطيران الحراري المقابل للطيران الديناميكي الذي يستغل التيارات الهوائية المنجرة عن التضاريس ويُمارَس خاصة في الجبال.
و يوجد الكثير من نوادي الطيران الشراعي في العالم وأشهر نادٍ عربي هو نادي الطيران الشراعي الملكي الأردني في مطار ماركا عمان الأردن.

### الطائرات شديدة الخفة
كما يدل اسمها هي طائرات خفيفة جدًا مزودة بمحرك، وهي أقرب لـ جناح شراعي بمحرك منها لطائرة. وهي تتأقلم جيدًا مع أنشطة التجول والتصوير الجوي، ولكن مجال الطيران محدود وتكلف أقل من طائرة سياحية.

### طيران الترفيه أو السياحي

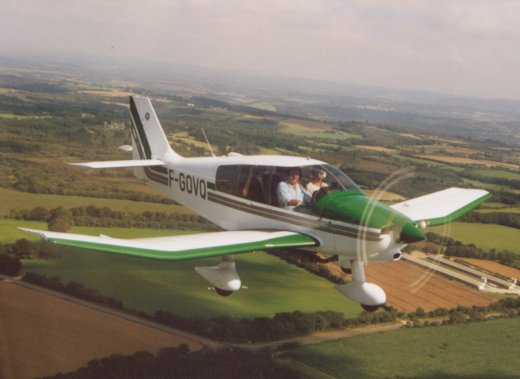
طائرة سياحية

هو نشاط ترفيهي مقنن فيما يخص الطيارين (يجب الحصول على رخصة طيران)، والطائرات (معايير التجهيزات الدنيا، الصيانة،...) والتنقلات (طيران بالرؤية يسمى VFR أو طيران بالأجهزة يسمى IFR). تكلفة التدريب على الطيران، الطائرات وصيانتها تكون عادة من مشمولات نوادي الطيران. يقوم الطيار وبعض الركاب بجولات جوية باستعمال طائرات خفيفة وبالتنقل عادة على علو منخفض، وهذا النشاط يتأثر جدا بالعوامل الجوية.
يشمل هذا النشاط المروحيات أيضًا، ولكن تكلفة تشغيلها تُعَدُّ مرتفعة. وهذه الوسيلة في تناقص نظرًا لصناعة طائرات خاصة بهذا النشاط.

### الاستعراض الجوي
هو نشاط يتطلب طائرات خاصة مجهزة له، ويجب على هذه الأخيرة أن تتعزز هيكليتها لتقاوم المجهودات كالدوران بسرعة، وعلى المحركات العمل مهما كانت الظروف مثل الطيران على الظهر، كما أنها تتطلب تمارين شاقة وجدية لعملها بصورة جيدة ولائقة.

## كيف تطير الطائرة؟

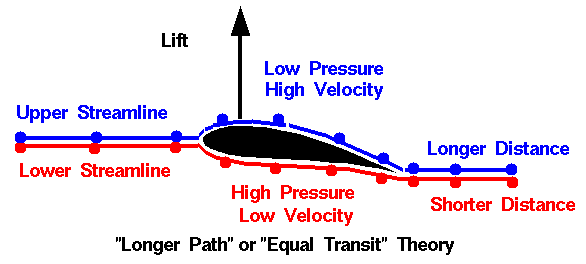
مسار الهواء أعلى وأسفل الجناح.

تحت تأثير الحركة يرتفع ضغط الهواء تحت الجناح وينخفض الضغط فوقه، فتنشأ قوة رفع على الجناح إلى أعلى.

وقانون قوة الرفع للطائرة هو:

### مساحه الجناحين * ½ الكثافة*(سرعة المائع فوق الجناح2_ سرعة المائع تحت الجناح2)
ولكي تطير الطائرة يجب أن يكون ناتج قوة الرفع أكبر من وزن الطائرة (قوة الرفع> وزن الطائرة)
يبلغ وزن الطائرة أيرباص 380 المأهولة بالمسافرين نحو 560 طن وهي تخترق بسهولة الهواء. ويرجع ذلك إلى الرفع الحركي للهواء. ويحتاج الرفع جناحا حاملا وتيار هواء. وهو في ذلك سيان، سواء كان الجناح ثابتا وموجودا في تيار هواء مثلما يكون في قناة الريح أو يتحرك الجناح في هواء ثابت كما هو حال الطائرة في الجو. ولكي ترتفع الطائرة في الجو لا بد من أن يكون السطح العلوي للجناح مقوسا وأن يميل الجناح إلى أعلى في مواجهة الهواء. بذلك يطول مسار الهواء فوق الجناح عن مساره أسفله، وتزيد سرعة الهواء أعلى الجناح عن سرعته أسفله ويتخلخل الضغط فوق الجناح مما يعمل على توليد قوة دافعة على الجناح إلى أعلى، فترتفع الطائرة في الهواء. وقد استعمل الأخوان رايت لطائرتهم الرائدة جناحا قليل الانحناء وكان بعيدا عن الانحناء المثالي، إلا أنهما نجحا بالطيران بطائرتهما مسافة قصيرة وعلى علو منخفض، وبذلك افتتحا عصر الطيران بالنسبة للإنسان.
وكلما زادت سرعة الطائرة كلما زادت قوة الدفع على الجناح، ولذلك لا ترتفع الطائرة في الجو في السرعات البطيئة. ولا بد أن يكون ممر الإقلاع بالطول المناسب حتى تكتسب الطائرة السرعة الكافية لتوليد قوة رفع مناسبة لرفع الطائرة عن الأرض والطيران.
وتُستخدَم محركات من النوع النفاث Jet Engine وذلك لإكساب الطائرة القوة الدافعة لها للأمام ومن ثم إنتاج القوة الرأسية على الجناح والتي تساعد على رفع الطائرة.
ويستخدم محرك واحد أو اثنين من هذا النوع من المحركات على الجناح الواحد وذلك على حسب حجم الطائرة وسعتها التحميلية.
وتتميز هذه المحركات بصغر حجمها مقارنة بالقدرة الحصانية التي تنتجها.

## أنشطة اقتصادية

### طائرات الخدمة، المدارس والتدريب

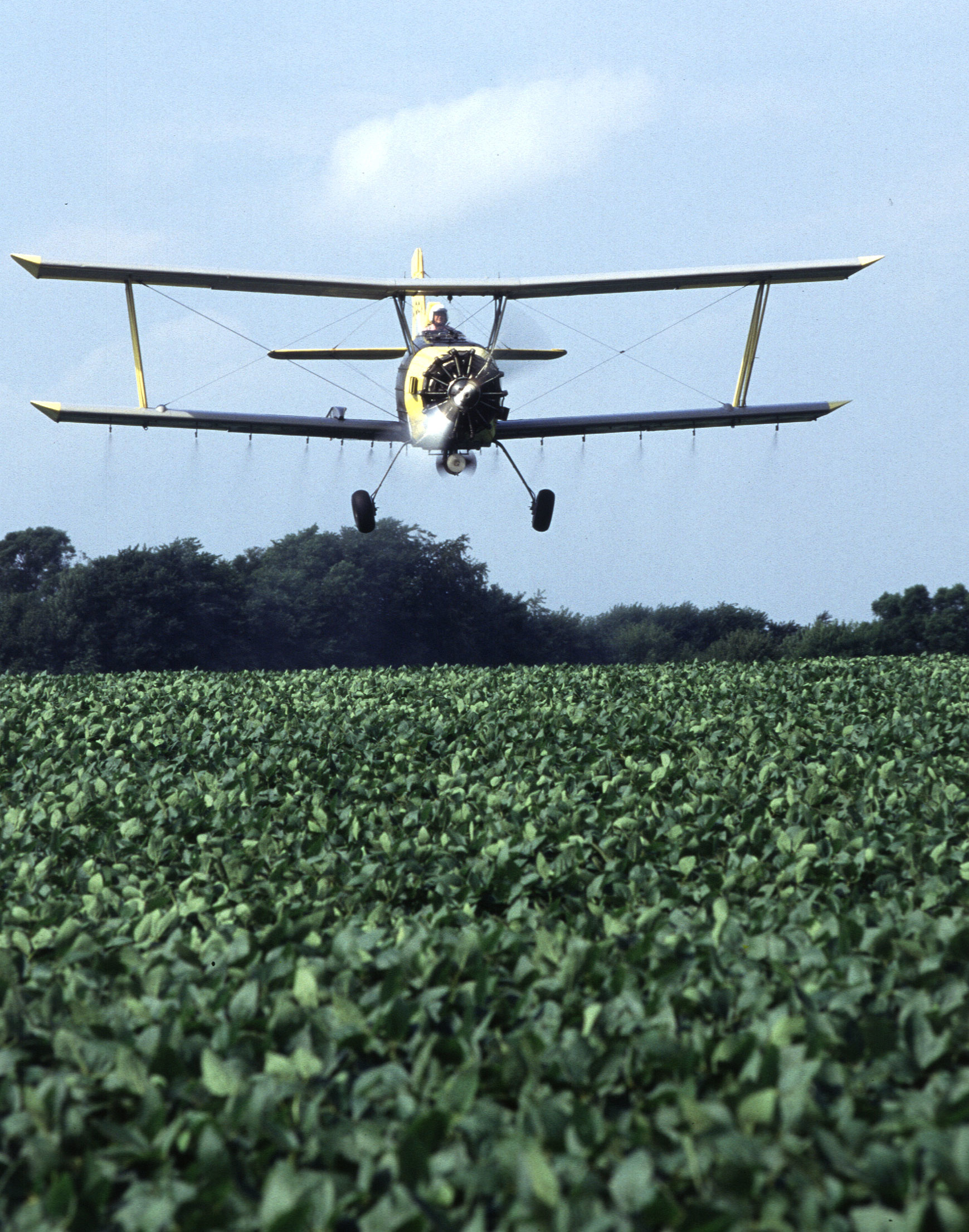
مداواة المحاصيل

هي أنشطة اقتصادية تتمثل بالأساس في رش سوائل على مناطق معينة (مقاومة الذباب، مداواة المحاصيل,...) تستعمل طائرات خفيفة تركب عليها مكونات لخزن ورش السوائل. وهنالك طائرات خاصة مجهزة لهذه الانشطة.
التعامل مع الكوارث هي حالة خاصة لانه يوجد آلات معدة للتزود بالماء من البحر أو البحيرات (ملء الخزانات أثناء الطيران) ومن ثم صبه. على عكس الرش، التعبئة والصب تتم في ثوان قليلة مما يتطلب طيارا متمرسا.
بضعة انشطة يلزمها أو يمكن أن تستعمل الجو، وفي الغالب تكون الطائرات مؤقلمة مع النشاط وليست مجهزة له. مثل حمل الطائرات الشراعية، القاء المظليين أو الإسعاف الجوي. النشاط الأهم في هذا الصنف هو التدريب على الطيران حيث يستعمل المدربون طائرات خفيفة لتكوين طيارين هواة أو مختصين.
يمكن لهذه الانشطة ان تستعمل المروحية.

### طيران الأعمال

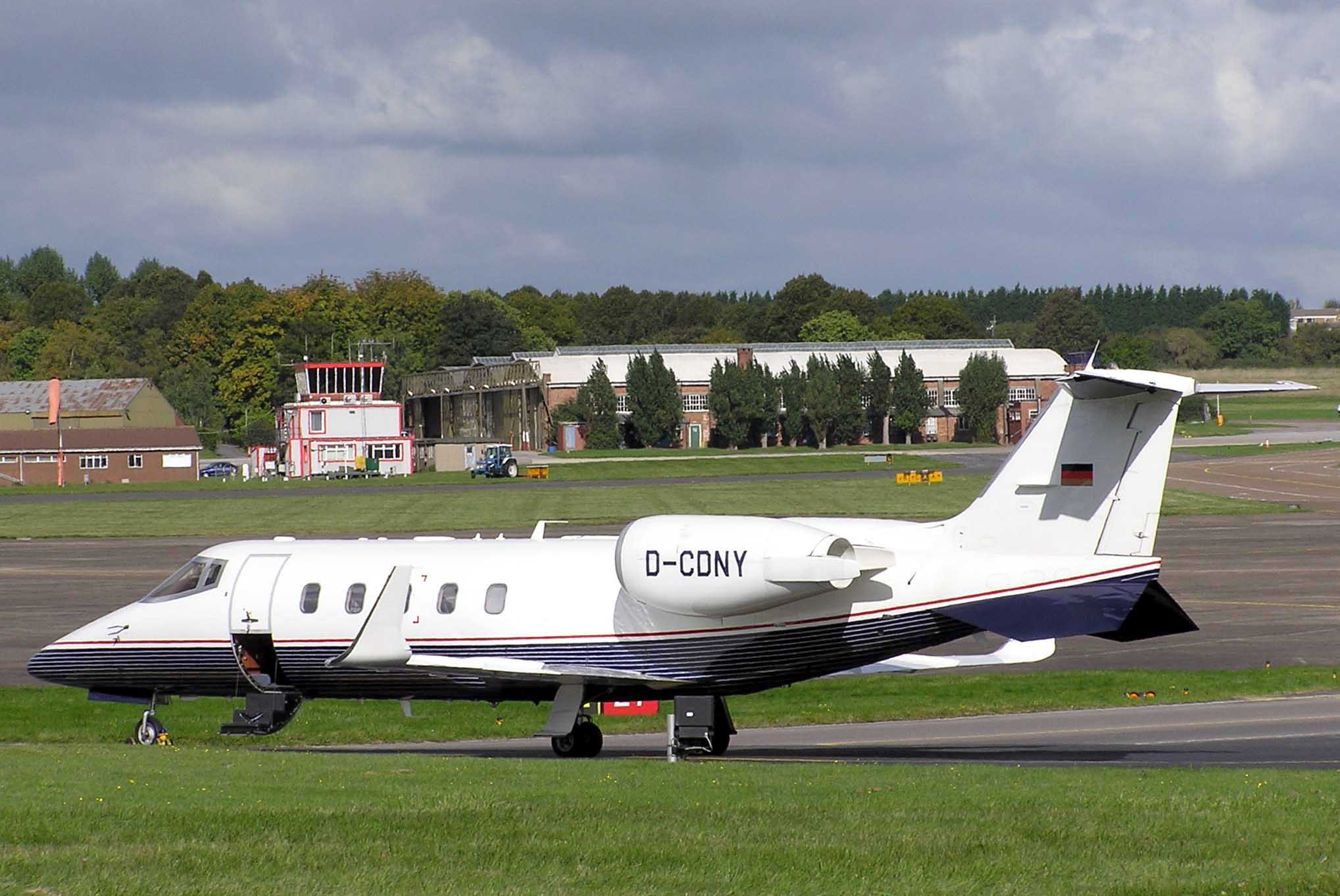
طائرة أعمال

هو نشاط اقتصادي بحت يمكِّن من نقل عدة أشخاص إلى وجهات وفي أوقات خاصة. يهم خاصة رجال الأعمال، وتستعمل به طائرات مشتراة أو مستأجرة (طائرة-تاكسي) بواسطة شركاتهم لحملهم إلى أماكن اللقاءات. يحاول طيران الأعمال تخطي العقبات الجوية ويخدم به طيارون يتقنون الطيران بالأجهزة. من أجل العمل بأنظمة الطيران بالأجهزة تكون الطائرات على الأقل ثنائية المحرك والطاقم يتكون من طيار ومساعده. أنواع وأحجام هذه الطائرات تتغير بكثرة، من الطائرات بمحركين باربعة مقاعد إلى الطائرات باربعة محركات القادرة على حمل عدة ركاب في ظروف فخمة. بعض الشركات والحكومات تستعمل الطائرات التجارية كطائرات أعمال. وتزود عندها الطائرة بغرف فخمة للقادة وغرف ارى عادية للمرافقين.
يمكن لهذه الانشطة ان تستعمل المروحية.
وطيران الأعمال يتميز بالسرعة والراحة ويتميز ببراعة طواقمه

### النقل الجوي التجاري

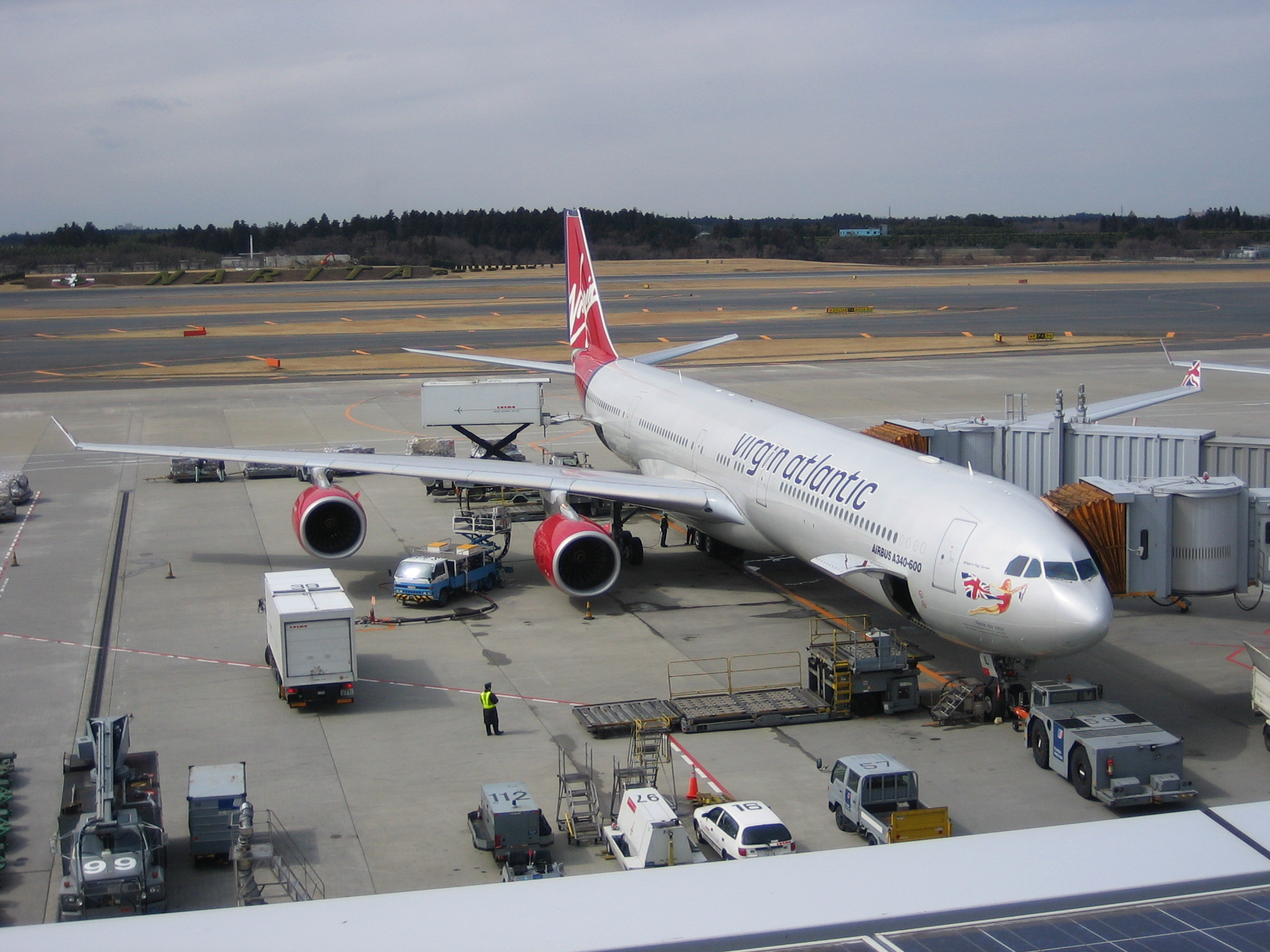
طائرة خطوط جوية أثناء تهيئتها للانطلاق

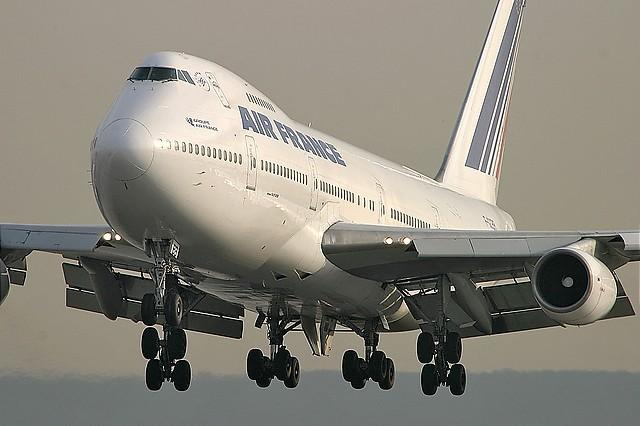
بوينغ 747

النقل الجوي التجاري يتمثل في نقل الأشخاص أو البضائع على خطوط منتظمة. يهم هذا النشاط شركات الطيران الصغيرة التي تملك طائرة واحدة لنقل السياح لجزيرة بعيدة بعض الكيلومترات عن اليابسة إلى الشركات العملاقة التي تمتلك مئات الطائرات، بعدة آلاف الرحلات يوميا، وملايين المسافرين أو اطنان من السلع على مسافات تصل إلى 13000 كم.
تُصنَّف الشركات إلى :
- ناقل جوي، ينقل أسطولها المسافرين نحو مطار كبير.
- ناقل داخلي، يتنقل اسطولها داخل البلاد
- ناقل دولي، تصل اساطيله إلى عدة دول وقارات.

شركات الاستئجار charter تقدم رحلات حسب الطلب. وهي تقدم خدماتها عادة لمجموعات منظمة. تخضع انشطتها لقوانين النقل التجاري ولكن مع أهداف طيران الأعمال.
يجري النقل الجوي التجاري بين مطارات معدة بتجهيزات خاصة للتعامل مع المسافرين أو البضائع. وهي تحاول تخطي العوامل الجوية : كل الرحلات تجري في ظروف طيران بدون رؤية (IFR) وتحت المراقبة الجوية. هذا النشاط له قواعد عدة، الطيارون محترفون ويخضعون لتجديد دوري لرخص طيرانهم، الطائرات يجب أن تكون مرخصة وتُقدَّم إلى فحوصات دورية والطيران يُنجَز باتصال دائم مع سلطات المراقبة الجوية وفق الطرق الموضوعة مسبقا.
الطائرات المستعملة تكون على الأقل بمحركين (قواعد الطيران بدون رؤية). يمكنها حمل حتى 600 راكبا، على مسافات تصل إلى 12 أو 13 الف كم. الطاقم يتكون من الطيار ومساعده. اوتوماتيكية أجهزة الطيران، الاتصالات ومراقبة الرحلة أدت تقريبا إلى اختفاء وظائف ميكانيكي المتن، الملاح وتقني الاتصالات. راحة وسلامة المسافرين يحرص عليها طاقم المضيفين. تسمح القوانين بنقص في أفراد الطاقم للرحلات الناقلة لاقل من 20 راكبا (تختلف حسب الدول).

## أنشطة عسكرية

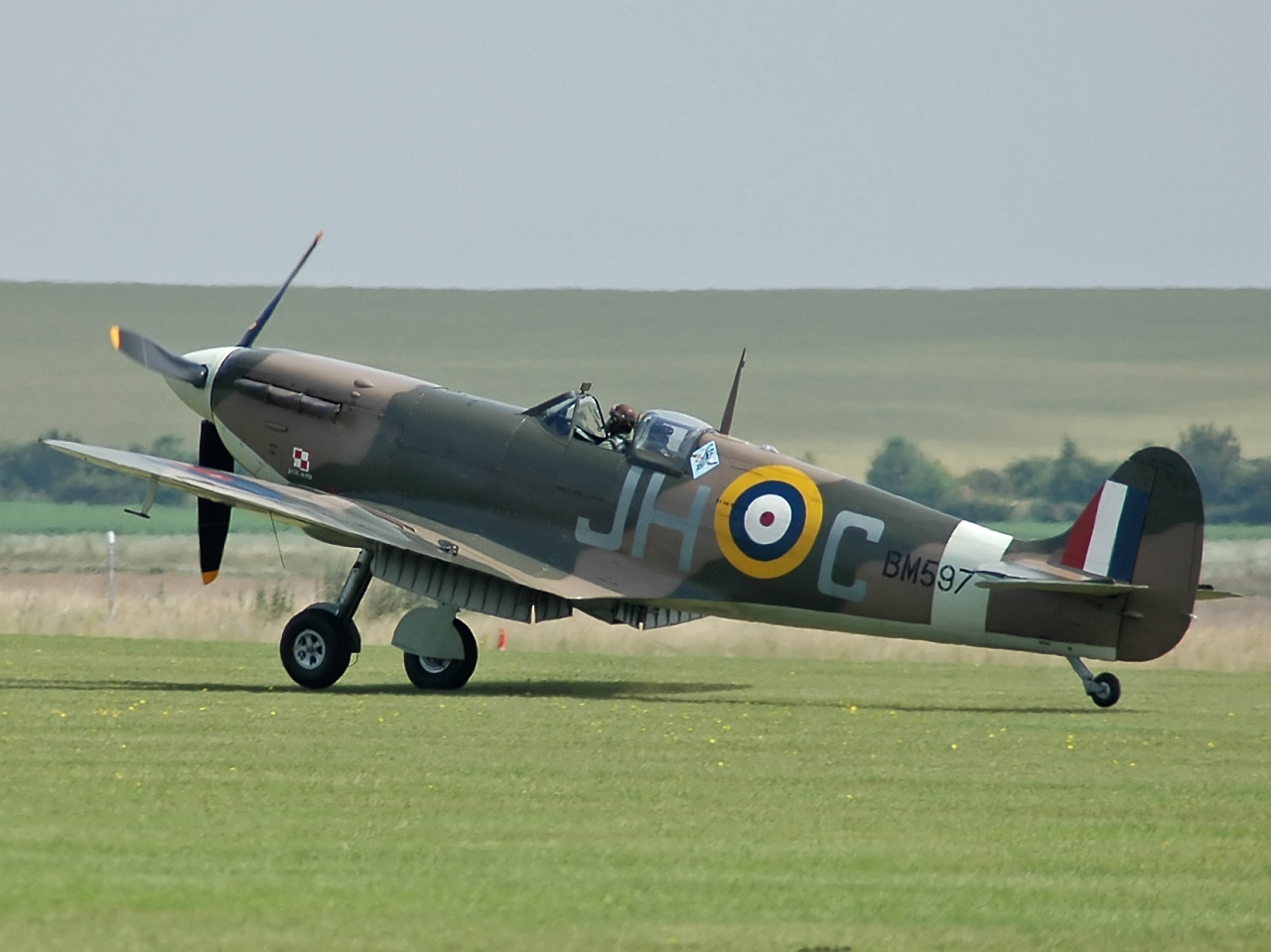
سوبرمارين سبيتفاير، طائرة مقاتلة من الحرب العالمية الثانية

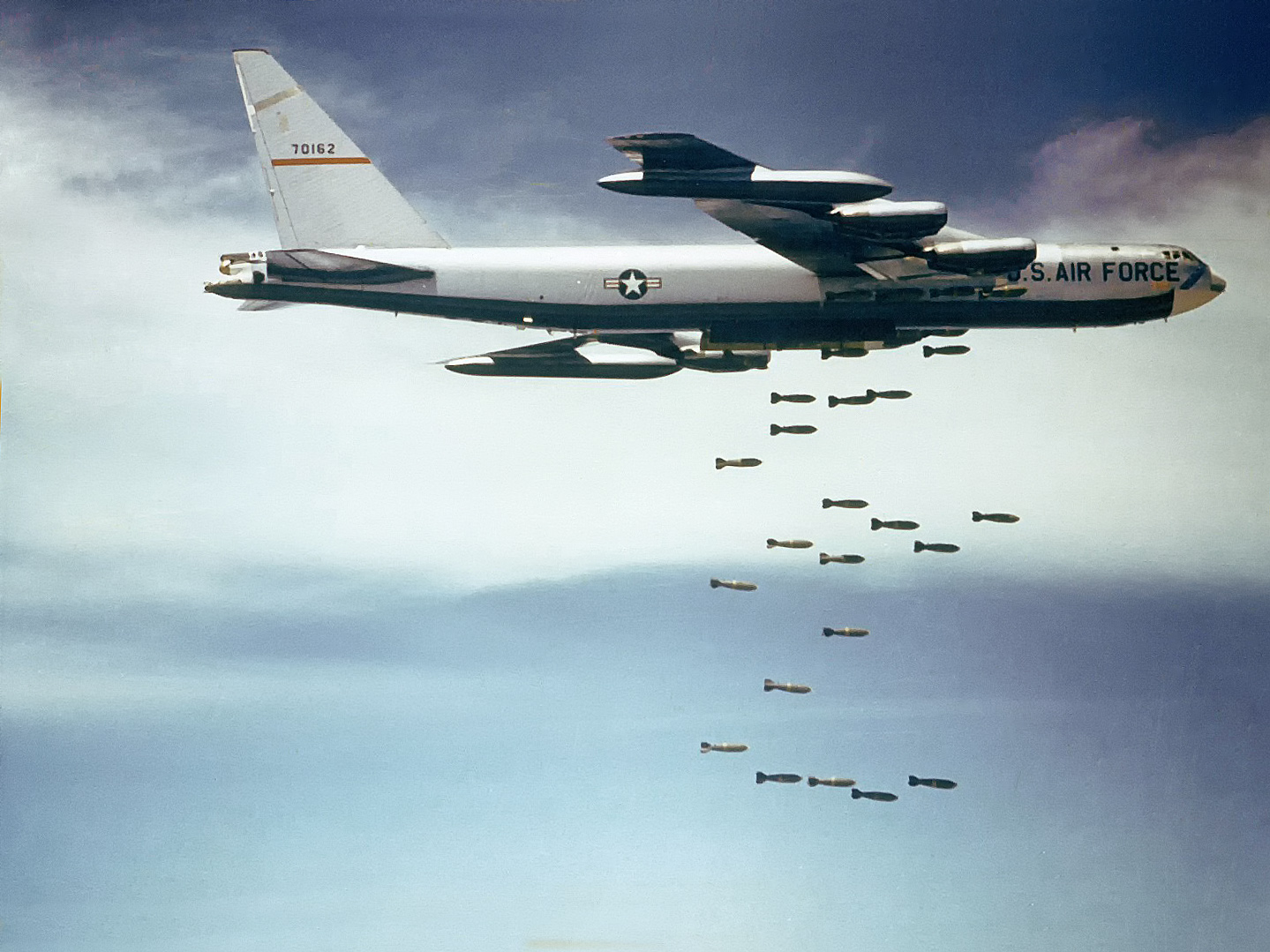
قاذفة بي-52 تلقي قنابلها

منذ اختراع أول الطائرات، حاول صانعوها الحصول على اهتمام العسكريين وذلك لتلقي الدعم المالي. ولم يلبث هؤلاء ان تفطنوا إلى إمكانيات الطيران والتفوق الذي سيقدمه لهم. وبذلك فان عدة اختراعات وتقدمات تقنية حدثت للطيران يعود الفضل فيها إلى العسكريين. ويذكر ان أول دولة استعملت الطيران في الحرب هي إيطاليا.
الطائرات الحربية تُصنَّف حسب مهامها:
- الطائرات المقاتلة : يجب عليها الوصول إلى طائرة عدوة في مدة قصيرة وإسقاطها. ميزاتها الرئيسية السرعة والقدرة على المناورة.
- طائرات الهجوم الأرضي أو القاذفات الخفيفة يمكن أن تكون سرعتها اقل ولكن القدرة على المناورة أساسية لانها تخدم على علو منخفض.
- القاذفات الثقيلة مصممة لحمل كميات كبيرة من القنابل لمسافات طويلة.
- طائرات الشحن أو القاء المظليين لها خاصيات قريبة من طائرات النقل التجاري. وهي بالأساس تطوير لشبيهاتها العسكرية. هذه الطائرات تتاقلم مع مهمات أخرى مثل التزوُّد بالوقود في الجو (نقل الوقود وتزويد طائرات أخرى به) أو المراقبة (حمل هوائي رادار كبير الحجم).

بسبب تكلفتها، الطائرات العسكرية تكون عادة متعددة الاستعمالات (نتحدث عن طائرات متعددة المهام). التاقلم مع المهمة يكون بتغيير الحمولة: الحاويات الموجودة تحت الجسم ام الاجنحة هي التي تحمل التجهيزات الخاصة بكل مهمة.
الطائرات العسكرية يجب أن تتحمل أقسى الظروف الجوية وعليها تحقيق مهامها بدون مساعدة من الأرض. لذلك فاطقم طائرات الشحن العسكرية تحتوي على ملاح وعلى ميكانيكي على عكس المدنية. الطائرات بطيار واحد تحتوي على قدر كبير من اوتوماتكية لاليات الطيران والملاحة لترك مجال للطيار ليكمل مهمته على احسن وجه.
تطبق هذه الأنشطة باستعمال المروحيات العسكرية. وأغلبها يكون متعدد المهام، فهي يمكنها القيام بعمليات الربط، الإسعاف، الهجوم الأرضي، المراقبة.

## وصلات خارجية
- الطيران من الموسوعة العربية العالمية

## أقرأ أيضًا
- مهندس الطيران هو جناح الأمان للطائره بفضل حصوله على أعلى مستوى من التدريب .
- ذات المراوح الأربع
- بووم أوفرتشر
- الإقلاع الميداني المتوازن
- ارتفاع عن مستوى البحر
- إجراءات الإقلاع المعيارية
- إجراءات الهبوط المعيارية
- مركبة استعراض تقنية فرط صوتية